# Hallutusz-Inszuszinak
Hallutusz-Inszuszinak (1205–1185 p.n.e.) – król Elamu, pierwszy władca z dynastii Szutrukidów, ojciec Szutruk-Nahhunte I.
O władcy tym wiadomo jest bardzo niewiele, gdyż jak dotychczas nie odkryto żadnych źródeł dotyczących jego panowania. Wzmiankowany jest jedynie w inskrypcjach swoich następców, którzy wymieniają go jako swego przodka.